# 仙台四郎

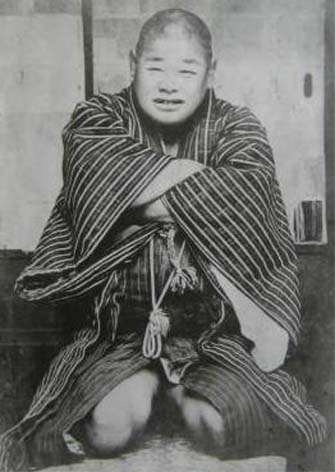
仙台四郎

仙台 四郎（せんだい しろう、公历1855年 - 1902年）是在江戸時代末期（幕末）明治時代，現在宮城県仙台市的人物，以「人物神」祭拜。旧字体写作「仙臺四郎」。

## 介绍
如果去仙台，包括去饭馆吃饭或在酒吧喝酒，还是在土产品店逛，就可能会看到一位端正跪坐，面容呵呵笑的男子形象。
仙台四郎是江戶末期鐵砲匠的第四個兒子，但在他7歲那一年，他因为掉進了廣瀨川，所以心智和智能發育比同齡人晚。
传说如果在店门口放扫帚，他就会帮忙来打扫。和如果放装满水的木桶和木勺，他就会来洒水。据说被仙台四郎打扫和洒水的店铺，就会生意兴隆。